# 분자량
분자량(分子量, 영어: molecular weight 또는 molecular mass)은 원자 질량 단위로 나타낸 분자의 질량이다. 분자 질량(分子質量)이라고도 하며, 탄소-12를 기준으로 한 상대적 질량이므로 상대 분자 질량이라고도 한다.
한 분자의 분자량은 그 분자를 이루는 원자들의 원자 질량의 합으로 계산할 수 있다. 또 분자량은 질량분석기를 이용하여 바로 측정할 수 있다.
물질의 몰 질량은 분자량과 같은 값을 가지며 몰 당 그램(g/mol)으로 나타낸다.
예를 들어, 수소와 산소의 원자 질량이 각각 1.00784 u와 15.9994 u이므로 물 분자 H2O의 분자량은 (2 × 1.00784 u) + 15.9994 u = 18.01508 u이 된다. 따라서 1 몰의 물은 18.01508 그램이 된다. 그러나 가장 흔한 수소 동위 원소인 수소-1의 질량은 1.00783 u, 가장 흔한 산소 동위 원소인 산소-16의 질량은 15.9949 u이므로, 가장 일반적인 물 분자 하나의 질량은 18.0105 u이 된다.

## 개요
분자의 무게도 원자와 마찬가지로, 일정한 한 분자의 무게를 기준으로 하고 그 비로서 나타내면 된다. 이것을 '분자량'이라고 한다.  아보가드로 법칙에 따르면 모든 기체는 같은 온도, 같은 압력, 같은 부피 속에서는 같은 수의 분자를 가지므로 같은 조건 하에서 기체의 밀도를 비교하면 그로부터 기체 1분자의 상대적인 무게를 알 수 있다.  따라서, 산소의 분자량을 32.000으로 하면 수소는 2.016, 이산화탄소는 44.01이 된다. 여기서 산소의 분자량을 32.000으로 한 것은 산소 분자는 2원자로 이루어져 있다고 생각되므로, 산소의 원자량을 2배한 것이다.  기체의 분자량은 이와 같이 비교적 간단히 결정할 수 있다. 액체나 고체도 간단히 기체로 변하는 것은 기체로 만들면 분자량을 구할 수 있다. 비휘발성인 것은 끓는점 오름이나 어는점 내림 등이 이용된다.  분자식을 알고 있는 물질은 그 속에 들어 있는 각 원자의 원자량의 합으로써 분자량을 계산할 수 있다. 그리고 원자량의 기준이 질량수 12인 탄소 원자로 바뀌었는데, 이것에 의한 산소의 원자량은 15.9988이 된다.  따라서, 산소의 분자량은 31.9976이 되지만 보통은 32.00으로 해서 다루어도 된다.

## 분자량과 분자 간의 인력
| 화합물 | 분자량 | 끓는점(°C) |
| ------ | ------ | ---------- |
| CH4    | 16     | -161.5     |
| SiH4   | 32     | -112       |
| H2S    | 34     | -61.0      |

대부분의 물질은 분자량이 클수록 분자 간의 인력이 크며, 따라서 끓는점도 높아진다. 반데르발스 힘(혹은 분산력)을 참고.

## 같이 보기
- 아보가드로 수
- 원자 질량
- 원자 질량 단위
- 몰 질량